# Luis Enrique Nsue
Luis Enrique Nsue Ntugu Akele (ur. 16 stycznia 1998 w Ebebiyín) – piłkarz z Gwinei Równikowej grający na pozycji obrońcy. Od 2021 jest zawodnikiem klubu Cano Sport Academy.

## Kariera klubowa
Swoją karierę piłkarską Nsue rozpoczął w klubie Cano Sport Academy. W 2017 roku odszedł do hiszpańskiego FBA Puertollano, a w 2018 wrócił do Cano Sport. W 2019 roku wywalczył z nim mistrzostwo Gwinei Równikowej. W 2019 roku grał w Aravaca CF, a w sezonie 2020/2021 - ponownie w FBA Puertollano. W 2021 znów został zawodnikiem Cano Sport.

## Kariera reprezentacyjna
W reprezentacji Gwinei Równikowej Nsue zadebiutował 28 maja 2018 w przegranym 0:1 towarzyskim meczu z Kenią, rozegranym w Machakos. W 2022 roku został powołany do kadry na Puchar Narodów Afryki 2021. Na tym turnieju nie rozegrał żadnego meczu.